# Марк (Василакис)
Митрополи́т Ма́рк (греч. Μητροπολίτης Μάρκος, в миру Ма́ркос Васила́кис греч. Μαρκος Βασιλάκης; род. 26 апреля 1965, Хиос, Греция) — епископ Элладской православной церкви (формально также Константинопольской православной церкви), митрополит Хиосский, Псарийский и Инусский (с 2011).

## Биография
Родился 26 апреля 1965 года на Хиосе, в Греции. Обучался в 3-й начальной школе святого Марка во Врондадосе и далее — в гимназии.
В 1988 году окончил философский факультет Афинского университета по кафедре классической филологии. После обучался в трёхлетней аспирантуре, получив степень доктора философии по византийской литературе. В течение пяти лет преподавал в Пирее. В 1998 году окончил богословский институт Афинского университета.
В 1994 году был рукоположен в сан диакона, а в 2000 году митрополитом Хиосским Дионисием (Байрактарисом) был рукоположен в сан пресвитера.
Занимая должность секретаря Священного синода Элладской православной церкви, он одновременно оставался клириком Хиосской митрополии, а также преподавателем. В 2010 году был избран генеральным секретарём Священного синода.
7 октября 2011 года решением Священного синода (76 голосов из 79 в первом туре и 75 голосов из 79 — во втором туре голосования) был избран для рукоположения в сан митрополита Хиосского. 8 октября 2011 года в храме Святого Димитрия в Неон-Фалироне в Пирее архиепископом Афинским Иеронимом (Лиаписом) в сослужении членов Синода Элладской православной церкви, а также участии иерархов Александрийской православной церкви — митрополита Аккрского Георгия (Владимиру) и Хартумского Эммануила (Кьяйаса) был рукоположен в архиерейский сан.